# Tricyrtis ohsumiensis
Tricyrtis ohsumiensis är en liljeväxtart som beskrevs av Genkei Masamune. Tricyrtis ohsumiensis ingår i släktet skuggliljor, och familjen liljeväxter. Inga underarter finns listade.